# ایست آفریکن
ایست آفریکن (انگلیسی: East African) شرکت نوشیدنی کنیایی است، که در سال ۱۹۲۲ تأسیس شد.